# OKSChZ Konstantynówka
OKSChZ Konstantynówka (ukr. ОКСХЗ [Об'єднана команда скло-хімічних заводів] Костянтинівка) – ukraiński klub piłkarski z siedzibą w mieście Konstantynówka, w obwodzie donieckim, na wschodzie kraju, działający w latach 1911–1914.

## Historia
Chronologia nazw:
- 1911: OKSChZ Konstantynówka (ukr. ОКСХЗ [Об'єднана команда скло-хімічних заводів] Костянтинівка, ros. ОКСХЗ [Объединенная команда стекло-химических заводов] Константиновка)
- 1914: klub rozwiązano

Drużyna piłkarska OKSChZ została założona w Konstantynówce w 1911 roku i reprezentowała miejscowe zakłady szklarskie i chemiczne, zarządzane przez kupców z Belgii. W 1913 roku debiutowała w mistrzostwach Futbolowej Ligi Donbasu oraz rozgrywkach Pucharu Donbasu. W 1914 zespół po raz drugi i ostatni startował w mistrzostwach Donbasu, które zostały przerwany z powodu rozpoczęcia I wojny światowej. Potem klub został rozwiązany.

## Sukcesy
- 3-4.miejsce mistrzostw Donbasu (1): 1913
- półfinalista Pucharu Donbasu (1): 1913.